# Rhinolophus sedulus
Rhinolophus sedulus (K. Andersen, 1905) è un Pipistrello della famiglia dei Rinolofidi endemico della Penisola malese e del Borneo.

## Descrizione

### Dimensioni
Pipistrello di piccole dimensioni, con la lunghezza dell'avambraccio tra 38 e 45 mm, la lunghezza della coda tra 22 e 25 mm, la lunghezza delle orecchie tra 21 e 24 mm e un peso fino a 11 g.

### Aspetto
La pelliccia è lunga e lanuginosa. Le parti dorsali variano dal marrone scuro al grigio scuro con la punta dei peli grigiastra, mentre le parti ventrali sono come le parti dorsali ma senza le punte dei peli più chiare. Le orecchie sono marroni scure e di lunghezza media. La foglia nasale presenta una lancetta con i bordi diritti, un processo connettivo basso, una sella con i bordi quasi paralleli, con l'estremità inclinata verso il basso e due alette laterali circolari alla base. La porzione anteriore larga, copre completamente il muso ed ha un incavo centrale alla base poco profondo. Il labbro inferiore ha un solco longitudinale profondo. La coda è lunga ed inclusa completamente nell'ampio uropatagio. Il primo premolare superiore è grande e situato lungo la linea alveolare. 

### Ecolocazione
Emette ultrasuoni ad alto ciclo di lavoro con impulsi a frequenza costante di 67 kHz nella Penisola malese, 62 kHz e 76 kHz nel Borneo.

## Biologia

### Comportamento
Si rifugia singolarmente od in piccoli gruppi all'interno di grotte, cavità degli alberi o fabbricati. Ha un raggio d'azione limitato a soli 400 metri.

### Alimentazione
Si nutre di insetti catturati nel sottobosco.

### Riproduzione
Si tratta di una specie monogama.

## Distribuzione e habitat
Questa specie è diffusa nella Penisola malese e nel Borneo.
Vive nelle foreste primarie.

## Conservazione
La IUCN Red List, considerato che questa specie è soggetta ad un significativo declino di circa il 30% negli ultimi 10 anni a causa della deforestazione, classifica R.sedulus come specie prossima alla minaccia di estinzione (Near Threatened).